# Ballada
Ballada è la sesta raccolta della cantante Namie Amuro. L'album è stato pubblicato in Giappone il 4 giugno 2014.

## Tracce
CD
1. Sweet 19 Blues (New Vocal) – 5:33
2. Can You Celebrate? (feat. Taro Hakase) (New Vocal) – 6:33
3. Dreaming I Was Dreaming – 4:43
4. Never End – 5:15
5. Himawari – 4:46
6. Think of Me – 4:28
7. I Will – 5:34
8. Wishing on the Same Star – 4:25
9. Four Seasons – 3:50
10. All For You – 5:58
11. White Light – 5:15
12. The Meaning of Us – 4:26
13. Love Story – 4:44
14. Let Me Let You Go – 4:03
15. Tsuki – 3:36
16. Contrail (Ballada Ver.) – 3:19 – Bonus track

DVD / Blu-Ray
1. Sweet 19 Blues
2. Can You Celebrate?
3. Dreaming I Was Dreaming
4. Never End
5. Himawari
6. Think of Me
7. I Will
8. Wishing on the Same Star
9. Four Seasons
10. All For You
11. White Light
12. The Meaning of Us
13. Love Story
14. Let Me Let You Go
15. Tsuki
16. Sweet 19 Blues (New Video)
17. Can You Celebrate? (New Video)